# تيقجوين المركز (تيقاجوين - آيت حنيني)
تيقجوين المركز هو دُوَّار يقع بجماعة سيدي يحيى أو ساعد، إقليم خنيفرة، جهة بني ملال خنيفرة في المملكة المغربية. ينتمي الدوّار لمشيخة تيقاجوين - آيت حنيني التي تضم 8 دواوير. يقدر عدد سكانه بـ 199 نسمة حسب الإحصاء الرسمي للسكان والسكنى لسنة 2004.

## روابط خارجية
- البوابة الوطنية للجماعات الترابية نسخة محفوظة 12 مارس 2018 على موقع واي باك مشين.
- المندوبية السامية للتخطيط